# Пренжина
Пренжина (пол. Prężyna, нім. Groß Pramsen) — село в Польщі, у гміні Біла Прудницького повіту Опольського воєводства.
Населення — 315 осіб (2011).

## Демографія
Демографічна структура станом на 31 березня 2011 року:
|          | Загалом | Допрацездатний вік | Працездатний вік | Постпрацездатний вік |
| -------- | ------- | ------------------ | ---------------- | -------------------- |
| Чоловіки | 158     | 26                 | 110              | 22                   |
| Жінки    | 157     | 32                 | 87               | 38                   |
| Разом    | 315     | 58                 | 197              | 60                   |